# Marko Dinić
Marko Dinić (* 1988 in Wien) ist ein serbischer Schriftsteller, der in Österreich lebt und in deutscher Sprache publiziert.

## Leben
Dinić wuchs in Belgrad auf. 2008 zog er nach Österreich und studierte in Salzburg Germanistik und Jüdische Kulturgeschichte. 2012 veröffentlicht Dinić seine Lyrik und Prosa erstmals in Anthologien und Zeitschriften wie Lichtungen, kolik, JENNY und Lyrik von Jetzt 3. Er ist Mitbegründer des Kunstkollektivs Bureau du Grand Mot sowie Organisator des INTERLAB-Festivals für transdisziplinäre Kunst und Musik.
Auf Einladung von Klaus Kastberger las er 2016 beim Ingeborg-Bachmann-Preis den Romanauszug Als nach Milošević das Wasser kam.

## Auszeichnungen und Stipendien
- 2013: 3. Preis in der Kategorie Prosa beim Exil-Literaturpreis
- 2014: Artist-in-Residence-Stipendium der Stadt Brünn
- 2014: Casa-Litterarum-Stipendium in Paliano der ÖGL
- 2015: Startstipendium für Literatur des Bundeskanzleramtes
- 2015: Joseph-Maria-Lutz-Stipendium als Stadtschreiber in Pfaffenhofen an der Ilm
- 2016: Stadtschreiber von Schwaz
- 2018: Stadtschreiber von Halle (Saale)
- 2018: Floriana – dritter Preis[1]
- 2021: Aufenthaltsstipendium der Künstlerresidenz Chretzeturm, Stein am Rhein[2]
- 2021: Förderungspreis der Stadt Wien für Literatur[3]
- 2025: Longlist des Deutschen Buchpreises mit Buch der Gesichter[4]

## Veröffentlichungen

### Bücher
- Namen: Pfade: Gedichte, Salzburg, Wien: Edition Tandem, 2012
- Die guten Tage, Roman, Zsolnay-Verlag, Wien 2019, ISBN 978-3-552-05911-5.

### Beiträge in Anthologien und Zeitschriften
- Drei Gedichte, in: Lyrik von Jetzt 3. Göttingen: Wallstein Verlag 2015, S. 230f
- alle ängste meiner väter, in: SALZ. Jg. 41/II, Heft 162, Dez. 2015, S. 38ff
- SELIM oder Der Name hinter der Rose, in: Jochen Jung, Arno Kleibel (Hrsg.): Menschen aus Salzburg. Salzburg: Jung und Jung 2016, S. 37ff
- Irrlichter (Auszug), in: Anja Bayer / Daniela Seel (Hg.): all dies, majestät, ist deins. Lyrik im Anthropozän. Berlin: kookbooks 2016, S. 38f.